# イシガキヌマエビ
イシガキヌマエビ（石垣沼蝦、学名: Neocaridina ishigakiensis）は、十脚目ヌマエビ科に分類されるエビの一種。石垣島の固有種である。

## 特徴
オスの体長は4.0 - 4.5 mm、メスの体長は4.5 - 5.5mmで、額角は水平。額角上縁に2 - 11 歯 (普通6 - 8)、下縁に0 - 4 歯 (普通1 - 2)を有し、額角上縁に歯を有しないことが多いイリオモテヌマエビとの判別は容易である。形態的な特徴から、中国に生息する Neocaridina palmata に近縁と考えられている（ミトコンドリアDNAによる解析ではない）。

## 生態
河川の中・上流域の、上方を木々に覆われて暗がりになった環境に生息する。陸封型であることやゾエア期がなく子エビの状態で生まれることは、カワリヌマエビ属共通の特徴である。

## 保全状態
- 絶滅危惧II類 (VU)（環境省レッドリスト）

なお、石垣島および西表島に生息するとされてきた「コツノヌマエビ Neocaridina brevirostris」は、2006年にイリオモテヌマエビが環境省レッドリストに記載された際にリストから除外されており、沖縄県も琉球列島に分布するカワリヌマエビ属を本種とイリオモテヌマエビの2種としている。従って、少なくとも環境行政上は石垣島唯一のカワリヌマエビ属として扱われている。